# FH Весов
FH Весов (лат. FH Librae) — одиночная переменная звезда в созвездии Весов на расстоянии (вычисленном из значения параллакса) приблизительно 17414 световых лет (около 5339 парсеков) от Солнца. Видимая звёздная величина звезды — от +18,7m до +17,2m.

## Характеристики
FH Весов — пульсирующая переменная звезда типа RR Лиры (RRAB).